# Градиський Володимир Миколайович
Володи́мир Микола́йович Гради́ський (1970—2014) — старший лейтенант Збройних сил України, учасник російсько-української війни.

## Життєпис
Народився 1970 року в місті Дніпропетровськ. Закінчив дніпропетровську середню школу № 112, 1992 року — Дніпропетровський національний університет, механіко-математичний факультет, диплом за спеціальністю «математика». Ще за студентських років був у складі гурту «Дніпряни». Складав вірші, писав прозу, грав на гітарі та співав пісень; володів кількома іноземними мовами.
Йому запропонували залишитися в університеті — при кафедрі на аспірантурі, Градиський вирішив викладати математику в школі, щоправда, учителював недовго. В середині 1990-х довелося зайнятися комерцією, незабаром освоїв комп'ютер, працював приватним підприємцем.
Добровольцем пішов у першу мобілізацію на самому початку квітня 2014-го. Командир взводу, 25-а окрема повітряно-десантна бригада.
Загинув під час обстрілів бойовиками з РСЗВ «Град» позицій вояків та атаки із засідки на колону БТРів десантників поблизу Шахтарська. У тому бою загинуло 10 десантників.
Вдома залишилися дружина та дорослий син.
Похований в місті Дніпропетровськ, Сурсько-Літовське кладовище.

## Нагороди та вшанування
- 14 листопада 2014 року за особисту мужність і героїзм, виявлені у захисті державного суверенітету та територіальної цілісності України, вірність військовій присязі під час російсько-української війни, відзначений — нагороджений орденом Богдана Хмельницького ІІІ ступеня (посмертно).
- в дніпропетровській ЗОШ № 112 йому відкрито меморіальну дошку.[1]